# النجم الرياضي لبلدية تازوقاغت
النجم الرياضي لبلدية تازوقاغت هو نادي كرة قدم لبلدية المحمل ولاية خنشلة، تأسس سنة 1976 وهو مملوك لنفس البلدية وينشط حاليا في القسم الجهوي الأول (باتنة) يرأس الفريق نبيل بوزيان ويدربه السماتي بوزيان.

## ملعب النادي
يلعب النادي في ملعب بلدية المحمل الذي تدعم حاليا بعشب اصطناعي من الجيل الخامس الرفيع الذي يستوفي شروط حتى قسم المحترفين
وبه مدرجات تتسع ل 3000 متفرج

## انجازات النادي
يلعب النادي حاليا في جهوي باتنة ويطمح للصعود للجهوي الآول اما إنجازه التاريخي فيتمثل في الصعود لدوري 32 من كأس الجزائر لكرة القدم وخسر امام شبا بلوزداد الفائز باللقب 6 مرات خسر معه بنتيجة 2 0 
حصل النادي على البطولة الولائية 5- مرات بطولة القسم الشرفي-بطولة القسم الجهوي الاول

## أشهر اللاعبين
- محيو شلغوم
- فريد بوطمين
- محفوظ صفصاف
- السماتي بوزيان
- دحمان زياد
- صابر داود
- بوطالب داود
- شلغوم العيد
- عزالدين عبد الحميد
- رغيس محمد الصالح المدعو بيسي
- والحارس معمرية ميلود